# Imoco Volley 2015-2016
Questa voce raccoglie le informazioni riguardanti l'Imoco Volley nelle competizioni ufficiali della stagione 2015-2016.

## Stagione
La stagione 2015-16 è per l'Imoco Volley la quarta consecutiva in Serie A1; viene sia cambiato l'allenatore, la cui scelta cade su Davide Mazzanti, che buona parte della rosa, con le conferme di Alisha Glass, Monica De Gennaro, Rachael Adams, Anna Nicoletti e Jenny Barazza: tra i nuovi acquisti quelli di Valentina Arrighetti, Megan Hodge, Serena Ortolani, Kelsey Robinson e Valentina Serena, chiamata a sostituire Marta Bechis, mentre tra le partenze quelle di Cristina Barcellini, Valentina Fiorin, Marina Katić, Emilija Nikolova e Neriman Özsoy.
Il campionato inizia con tre vittorie di seguito: la prima sconfitta arriva alla quarta giornata, per 3-2, in casa del Neruda Volley, seguita da uno stop, sempre in trasferta, ad opera della Futura Volley Busto Arsizio; dopo due vittorie e una nuova sconfitta, l'Imoco Volley conclude il girone di andata con quattro successi, chiudendo al primo posto in classifica e qualificandosi per la Coppa Italia. Il girone di ritorno vede il club veneto ottenere esclusivamente vittorie, eccetto all'ultima giornata di regular season quando viene sconfitto per 3-1 dall'Azzurra Volley San Casciano, mantenendo la testa della classifica. Nei quarti di finale dei play-off promozione supera in due gare il Promoball Volleyball Flero, così come supera in due gare, nelle semifinali, la LJ Volley; nella serie finale la sfida è contro il River Volley: l'Imoco Volley si aggiudica le prime due gare, le piacentine gara 3, mentre gara 4 sarà nuovamente in favore della squadra di Conegliano, che si aggiudica per la prima volta lo scudetto.
Il primo posto al termine del girone di andata della Serie A1 2015-16 consente all'Imoco Volley di partecipare alla Coppa Italia; nei quarti di finale affronta il Promoball Volley Flero, la quale, vittoriosa per 3-2, elimina il club di Conegliano dalla competizione.

## Organigramma societario
Area direttiva
- Presidente: Piero Garbellotto
- Vicepresidente: Pietro Maschio, Elena Polo
- Segretaria: Martina Michielin, Leonardo De Vido

Area organizzativa
- Direttore generale: Luca Porzio
- Addetto arbitri: Fiorenzo Basso
- Custode palasport: Gianfranco Tonon
- Responsabile curva sud e trasferte: Paolo Sartori
- PR: Francesco Piccin

Area tecnica
- Allenatore: Davide Mazzanti
- Allenatore in seconda: Rossano Bertocco
- Scout man: Giorgio Tomasetto
- Assistente allenatore: Daniele Santarelli
- Assistente scout man: Francesco Loat
- Assistente tecnico: Milo Zanardo

Area comunicazione
- Fotografo: Dario Morinella
- Speaker: Luca Barzi
- Responsabile comunicazione: Simone Fregonese
- Responsabile web: Paolo Moret

Area sanitaria
- Medico: Luca Vaccario
- Preparatore atletico: Terry Rosini
- Fisioterapista: Carlo Ramponi, Davide Venturin

## Rosa
| N° | Nome                 | Ruolo | Data di nascita  | Nazionalità sportiva |
| -- | -------------------- | ----- | ---------------- | -------------------- |
| 1  | Alisha Glass         | P     | 5 aprile 1988    | Stati Uniti          |
| 2  | Anthī Vasilantōnakī  | S/O   | 9 aprile 1996    | Grecia               |
| 3  | Marta Bechis         | P     | 4 settembre 1989 | Italia               |
| 5  | Valentina Serena     | P     | 10 novembre 1981 | Italia               |
| 6  | Serena Ortolani      | S/O   | 7 gennaio 1987   | Italia               |
| 7  | Alice Santini        | S     | 6 gennaio 1984   | Italia               |
| 8  | Rachael Adams        | C     | 3 giugno 1990    | Stati Uniti          |
| 9  | Kelsey Robinson      | S     | 25 giugno 1992   | Stati Uniti          |
| 10 | Monica De Gennaro    | L     | 8 gennaio 1987   | Italia               |
| 11 | Megan Hodge          | S     | 15 ottobre 1988  | Stati Uniti          |
| 12 | Jovana Brakočević    | S/O   | 5 marzo 1988     | Serbia               |
| 13 | Valentina Arrighetti | C     | 26 giugno 1985   | Italia               |
| 14 | Lucia Crisanti       | C     | 16 marzo 1986    | Italia               |
| 16 | Anna Nicoletti       | S/O   | 3 gennaio 1996   | Italia               |
| 17 | Chiara De Bortoli    | L     | 28 luglio 1997   | Italia               |
| 18 | Jenny Barazza        | C     | 24 luglio 1981   | Italia               |

## Mercato
| Acquisti | Acquisti             | Acquisti               | Acquisti   |
| R.       | Nome                 | da                     | Modalità   |
| -------- | -------------------- | ---------------------- | ---------- |
| C        | Valentina Arrighetti | Lokomotiv Baku         | definitivo |
| P        | Marta Bechis         | Legionovia             | definitivo |
| S/O      | Jovana Brakočević    | inattiva               | definitivo |
| C        | Lucia Crisanti       | Obiettivo Risarcimento | definitivo |
| L        | Chiara De Bortoli    | Pool Piave             | definitivo |
| S        | Megan Hodge          | inattiva               | definitivo |
| S/O      | Serena Ortolani      | Casalmaggiore          | definitivo |
| S        | Kelsey Robinson      | Leonas de Ponce        | definitivo |
| S        | Alice Santini        | Robur Tiboni Urbino    | definitivo |
| P        | Valentina Serena     | inattiva               | definitivo |

| Cessioni | Cessioni            | Cessioni        | Cessioni   |
| R.       | Nome                | a               | Modalità   |
| -------- | ------------------- | --------------- | ---------- |
| S        | Sofia Arimattei     | ?               | definitivo |
| S        | Cristina Barcellini | Flero           | definitivo |
| P        | Marta Bechis        | San Casciano    | definitivo |
| L        | Martina Boscoscuro  | Neruda          | definitivo |
| S        | Valentina Fiorin    | Savino Del Bene | definitivo |
| C        | Eleonora Furlan     | Beng Rovigo     | definitivo |
| P        | Marina Katić        | Potsdam         | definitivo |
| S/O      | Emilija Nikolova    | Savino Del Bene | definitivo |
| S        | Neriman Özsoy       | Eczacıbaşı      | definitivo |

## Risultati

### Serie A1

#### Girone di andata
| 1ª giornata - 18 ottobre 2015 PalaVerde, Villorba                 | Imoco                  | 3 - 1 | Bergamo         | 29-31, 25-19, 25-23, 29-27        |
| 2ª giornata - 25 ottobre 2015 Palasport Città di Vicenza, Vicenza | Obiettivo Risarcimento | 0 - 3 | Imoco           | 23-25, 21-25, 22-25               |
| 3ª giornata - 1º novembre 2015 PalaVerde, Villorba                | Imoco                  | 3 - 2 | Casalmaggiore   | 25-19, 25-19, 24-26, 18-25, 15-11 |
| 4ª giornata - 4 novembre 2015 PalaResia, Bolzano                  | Neruda                 | 3 - 2 | Imoco           | 29-27, 25-21, 16-25, 24-26, 19-17 |
| 5ª giornata - 8 novembre 2015 PalaYamamay, Busto Arsizio          | Busto Arsizio          | 3 - 1 | Imoco           | 25-22, 21-25, 25-17, 25-15        |
| 6ª giornata - 15 novembre 2015 PalaVerde, Villorba                | Imoco                  | 3 - 0 | Flero           | 26-24, 25-23, 25-17               |
| 7ª giornata - 21 novembre 2015 PalaVerde, Villorba                | Imoco                  | 3 - 0 | River           | 25-13, 25-23, 25-22               |
| 8ª giornata - 29 novembre 2015 PalaTerdoppio, Novara              | AGIL                   | 3 - 1 | Imoco           | 25-18, 22-25, 25-23, 25-21        |
| 9ª giornata - 2 dicembre 2015 PalaVerde, Villorba                 | Imoco                  | 3 - 0 | Club Italia     | 25-21, 25-23, 25-20               |
| 10ª giornata - 5 dicembre 2015 PalaPanini, Modena                 | LJ                     | 1 - 3 | Imoco           | 25-21, 21-25, 23-25, 22-25        |
| 11ª giornata - 13 dicembre 2015 PalaVerde, Villorba               | Imoco                  | 3 - 0 | Savino Del Bene | 25-23, 25-22, 25-15               |
| 13ª giornata - 22 dicembre 2015 PalaVerde, Villorba               | Imoco                  | 3 - 0 | San Casciano    | 25-19, 26-24, 27-25               |

#### Girone di ritorno
| 14ª giornata - 16 gennaio 2016 PalaNorda, Bergamo               | Bergamo         | 0 - 3 | Imoco                  | 23-25, 17-25, 16-25               |
| 15ª giornata - 24 gennaio 2016 PalaVerde, Villorba              | Imoco           | 3 - 0 | Obiettivo Risarcimento | 25-15, 25-21, 25-22               |
| 16ª giornata - 31 gennaio 2016 PalaRadi, Casalmaggiore          | Casalmaggiore   | 2 - 3 | Imoco                  | 22-25, 15-25, 25-23, 25-13, 10-15 |
| 17ª giornata - 3 febbraio 2016 PalaVerde, Villorba              | Imoco           | 3 - 0 | Neruda                 | 25-22, 25-8, 25-17                |
| 18ª giornata - 6 febbraio 2016 PalaVerde, Villorba              | Imoco           | 3 - 0 | Busto Arsizio          | 25-19, 25-21, 25-14               |
| 19ª giornata - 14 febbraio 2016 PalaGeorge, Montichiari         | Flero           | 2 - 3 | Imoco                  | 25-22, 18-25, 28-26, 21-25, 13-15 |
| 20ª giornata - 21 febbraio 2016 PalaBanca, Piacenza             | River           | 1 - 3 | Imoco                  | 25-20, 16-25, 21-25, 24-26        |
| 21ª giornata - 28 febbraio 2016 PalaVerde, Villorba             | Imoco           | 3 - 0 | AGIL                   | 25-16, 25-22, 25-22               |
| 22ª giornata - 2 marzo 2016 PalaYamamay, Busto Arsizio          | Club Italia     | 0 - 3 | Imoco                  | 17-25, 17-25, 23-25               |
| 23ª giornata - 6 marzo 2016 PalaVerde, Villorba                 | Imoco           | 3 - 2 | LJ                     | 25-22, 21-25, 23-25, 25-13, 15-11 |
| 24ª giornata - 12 aprile 2016 Palazzetto dello Sport, Scandicci | Savino Del Bene | 1 - 3 | Imoco                  | 19-25, 25-18, 19-25, 19-25        |
| 26ª giornata - 2 aprile 2016 Nelson Mandela Forum, Firenze      | San Casciano    | 3 - 1 | Imoco                  | 25-20, 25-20, 20-25, 25-15        |

#### Play-off scudetto
| Quarti di finale (gara 1) - 12 aprile 2016 PalaGeorge, Montichiari | Flero | 0 - 3 | Imoco | 19-25, 19-25, 22-25               |
| Quarti di finale (gara 2) - 14 aprile 2016 PalaVerde, Villorba     | Imoco | 3 - 2 | Flero | 25-19, 16-25, 18-25, 25-17, 19-17 |
| Semifinali (gara 1) - 19 aprile 2016 PalaPanini, Modena            | LJ    | 2 - 3 | Imoco | 25-27, 18-25, 26-24, 25-16, 8-15  |
| Semifinali (gara 2) - 21 aprile 2016 PalaVerde, Villorba           | Imoco | 3 - 1 | LJ    | 23-25, 26-24, 25-22, 25-19        |
| Finale (gara 1) - 26 aprile 2016 PalaVerde, Villorba               | Imoco | 3 - 0 | River | 25-17, 25-20, 25-23               |
| Finale (gara 2) - 28 aprile 2016 PalaBanca, Piacenza               | River | 0 - 3 | Imoco | 27-29, 21-25, 23-25               |
| Finale (gara 3) - 30 aprile 2016 PalaBanca, Piacenza               | River | 3 - 1 | Imoco | 23-25, 25-21, 25-22, 26-24        |
| Finale (gara 4) - 2 maggio 2016 PalaVerde, Villorba                | Imoco | 3 - 0 | River | 25-21, 25-18, 25-20               |

### Coppa Italia

#### Fase a eliminazione diretta
| Quarti di finale - 17 febbraio 2016 PalaVerde, Villorba | Imoco | 2 - 3 | Flero | 17-25, 15-25, 25-18, 25-21, 19-21 |

## Statistiche

### Statistiche di squadra
| Competizione | Punti | In casa | In casa | In casa | In trasferta | In trasferta | In trasferta | Totale | Totale | Totale |
| Competizione | Punti | G       | V       | P       | G            | V            | P            | G      | V      | P      |
| ------------ | ----- | ------- | ------- | ------- | ------------ | ------------ | ------------ | ------ | ------ | ------ |
| Serie A1     | 57    | 16      | 16      | 0       | 16           | 11           | 5            | 32     | 27     | 5      |
| Coppa Italia | -     | 1       | 0       | 1       | -            | -            | -            | 1      | 0      | 1      |
| Totale       | -     | 17      | 16      | 1       | 16           | 11           | 5            | 33     | 27     | 6      |

G = partite giocate; V = partite vinte; P = partite perse

### Statistiche dei giocatori
| Giocatore        | Serie A1 | Serie A1 | Serie A1 | Serie A1 | Serie A1 | Coppa Italia | Coppa Italia | Coppa Italia | Coppa Italia | Coppa Italia | Totale | Totale | Totale | Totale | Totale |
| Giocatore        | P        | PT       | AV       | MV       | BV       | P            | PT           | AV           | MV           | BV           | P      | PT     | AV     | MV     | BV     |
| ---------------- | -------- | -------- | -------- | -------- | -------- | ------------ | ------------ | ------------ | ------------ | ------------ | ------ | ------ | ------ | ------ | ------ |
| R. Adams         | 32       | 400      | 265      | 107      | 28       | 1            | 12           | 6            | 6            | 0            | 33     | 412    | 271    | 113    | 28     |
| V. Arrighetti    | 24       | 142      | 99       | 35       | 8        | 1            | 7            | 5            | 1            | 1            | 25     | 149    | 104    | 36     | 9      |
| J. Barazza       | 18       | 45       | 22       | 18       | 5        | 1            | 0            | 0            | 0            | 0            | 19     | 45     | 22     | 18     | 5      |
| M. Bechis        | 6        | 4        | 1        | 2        | 1        | -            | -            | -            | -            | -            | 6      | 4      | 1      | 2      | 1      |
| J. Brakočević    | 0        | 0        | 0        | 0        | 0        | -            | -            | -            | -            | -            | 0      | 0      | 0      | 0      | 0      |
| L. Crisanti      | 15       | 24       | 17       | 6        | 1        | 1            | 0            | 0            | 0            | 0            | 16     | 24     | 17     | 6      | 1      |
| C. De Bortoli    | 6        | -        | -        | -        | -        | 0            | -            | -            | -            | -            | 6      | -      | -      | -      | -      |
| M. De Gennaro    | 32       | -        | -        | -        | -        | 1            | -            | -            | -            | -            | 33     | -      | -      | -      | -      |
| M. Hodge         | 26       | 414      | 374      | 30       | 10       | 1            | 26           | 26           | 0            | 0            | 27     | 440    | 400    | 30     | 10     |
| A. Glass         | 28       | 90       | 51       | 30       | 9        | 1            | 4            | 2            | 2            | 0            | 29     | 94     | 53     | 32     | 9      |
| A. Nicoletti     | 32       | 62       | 45       | 3        | 14       | 1            | 2            | 2            | 0            | 0            | 33     | 64     | 47     | 3      | 14     |
| S. Ortolani      | 31       | 393      | 344      | 42       | 7        | 1            | 13           | 13           | 0            | 0            | 32     | 406    | 357    | 42     | 7      |
| K. Robinson      | 31       | 466      | 384      | 39       | 43       | 1            | 16           | 15           | 1            | 0            | 32     | 482    | 399    | 40     | 43     |
| A. Santini       | 17       | 37       | 31       | 4        | 1        | 1            | 0            | 0            | 0            | 0            | 18     | 37     | 31     | 4      | 1      |
| V. Serena        | 7        | 1        | 1        | 0        | 0        | 1            | 0            | 0            | 0            | 0            | 8      | 1      | 1      | 0      | 0      |
| A. Vasilantōnakī | 15       | 46       | 38       | 7        | 1        | 0            | 0            | 0            | 0            | 0            | 15     | 46     | 38     | 7      | 1      |

P = presenze; PT = punti totali; AV = attacchi vincenti; MV = muri vincenti; BV = battute vincenti